# Шугало Роман Васильович
Роман Васильович Шугало (нар. 27 грудня 1986, село Байрак, тепер Семенівського району Полтавської області) — український діяч, 2-й секретар Семенівського районного комітету КПУ Полтавської області. Народний депутат України 7-го скликання. Був одним із депутатів, що голосували за «Диктаторські закони» 16 січня 2014 року.

## Біографія
Народився у родині робітників.
У 2004—2009 роках — студент історико-юридично-філософського факультету Черкаського національного університету імені Богдана Хмельницького, учитель історії.
З 2009 року — продавець-консультант магазину комп'ютерної техніки, охоронець приватного підприємства.
Член КПУ з 2010 року. 2-й секретар Семенівського районного комітету КПУ Полтавської області (з березня 2011).
Народний депутат України 7-го скликання (грудень 2012 — листопад 2014) від КПУ, № 23 в партійному списку. Член фракції КПУ (з грудня 2012 до липня 2014), член групи За мир та стабільність (з липня 2014). Член Комітету з питань соціальної політики та праці (з грудня 2012). Автор та співавтор п'яти законопроєктів, пів сотні депутатських звернень.
17 вересня 2014 року у час запеклих боїв на сході України, Роман Шугало разом з іншими народними депутатами (зокрема, регіонали Володимир Олійник, Олена Бондаренко, Владислав Лук'янов, комуніст Олександр Голуб та народна артистка України Таїсія Повалій) відвідав російську Держдуму. Цей вчинок став предметом досудового розслідування і звернення МВС до Генпрокуратури.
З вересня 2014 року Роман Шугало зник з інформаційного простору та соціальних мереж.